# Nam Sung-yong
Nam Sung-yong (ook wel Shoryu Nan, 南 (남) 昇竜 (승룡)) (Suncheon, 23 november 1912 - onbekend, 20 februari 2001) was een Koreaanse langeafstandsloper, die gespecialiseerd in de marathon. Hij werd eenmaal Japans kampioen en tweemaal Koreaans kampioen op deze afstand. Ook nam hij eenmaal deel aan de Olympische Spelen en won bij die gelegenheid een bronzen medaille.
Op de Olympische Spelen van 1936 in Berlijn nam hij deel aan de marathon. Hij finishte als derde in 2:31.42. De wedstrijd werd gewonnen door zijn landgenoot Sohn Kee-chung die ruim twee minuten sneller was. In april 1947 nam hij op 34-jarige leeftijd nog eenmaal deel aan de Boston Marathon en finishte hierbij in 2:40.10.
Na de Olympische Spelen ging hij met Sohn Kee-chung werken bij de Koreaanse atletiekbond.
Hij stierf op 88-jarige leeftijd.

## Titels
- Koreaans kampioen marathon - 1933, 1934
- Japans kampioen marathon - 1935

## Persoonlijk record
| Onderdeel | Prestatie | Datum           | Plaats  |
| --------- | --------- | --------------- | ------- |
| marathon  | 2:31.42   | 9 augustus 1936 | Berlijn |

## Palmares

### marathon
- 1933:  Koreaans kamp. in Seoel - 2:29.34[1]
- 1934:  marathon van Seoel - 2:24.51,2[1]
- 1934:  Koreaans kamp. in Seoel - 2:32.19,8[1]
- 1935:  marathon van Tokio - 2:26.14
- 1935:  marathon van Tokio - 2:39.34
- 1935:  marathon van Seoel - 2:25.14[1]
- 1935:  marathon van Seoel - 2:24.28[1]
- 1935:  marathon van Seoel - 2:42.02
- 1935:  Koreaanse kamp. in Seoel - 2:33.39
- 1935:  Japanse kamp. in Tokio - 2:26.42
- 1936:  Olympic Trial in Tokio - 2:28.32
- 1936:  Olympic Trial in Tokio - 2:38.02
- 1936:  OS - 2:31.42
- 1947: 11e of 12e Boston Marathon - 2:40.10